# Bruce Springsteen
Bruce Frederick Joseph Springsteen (ur. 23 września 1949 w Long Branch) – amerykański gitarzysta, piosenkarz i kompozytor rockowy.
Podczas swojej ponad pięćdziesięcioletniej kariery sprzedał ponad 60 milionów płyt w Stanach Zjednoczonych i 150 milionów w pozostałych państwach świata. Został uhonorowany 20 nagrodami Grammy, dwoma Złotymi Globami, Oscarem i Tony Award. W 1999 został wprowadzony do Songwriters Hall of Fame i Rock and Roll Hall of Fame. W 2016 został odznaczony przez prezydenta Baracka Obamę Prezydenckim Medalem Wolności. Dzięki wydanej w 2020 roku płycie pod tytułem Letter to You, Bruce Springsteen został pierwszym w historii artystą, którego albumy znalazły się na szczytach list przebojów w każdej z ostatnich sześciu dekad. W 2023 roku otrzymał w Białym Domu od prezydenta Josepha Bidena - National Medal of Arts (Narodowy Medal Sztuki) – najwyższe odznaczenie przyznawane artystom i mecenasom sztuki przez rząd Stanów Zjednoczonych. W ceremonii tej uczestniczyły także m.in. Pierwsza Dama dr Jill Biden i wiceprezydent Kamala Harris.

## Życiorys
Urodził się w Long Branch w stanie New Jersey jako syn Adele Ann (z domu Zerilli) i Douglasa Fredericka Springsteena. Jest pochodzenia holendersko-irlandzko-włoskiego. Ma dwie młodsze siostry, Virginię i Pamelę. Dorastał w Freehold w New Jersey. Odebrał katolickie wychowanie.
Krótko uczęszczał do Ocean County College, ale porzucił naukę. Powołany do wojska w wieku 19 lat nie przeszedł badania lekarskiego, dzięki czemu uniknął służby podczas wojny w Wietnamie.

## Kariera muzyczna
Zainspirowany występem Beatlesów w programie The Ed Sullivan Show w 1964 kupił swoją pierwszą gitarę. Zaczął występować publicznie z zespołem Rogues w rodzinnym Freehold. Pod koniec 1964 roku matka wzięła pożyczkę, by kupić mu gitarę za 60 dolarów (Springsteen później upamiętnił ten akt w piosence „The Wish”). W następnym roku dzięki Texowi i Marion Vinyardom, którzy sponsorowali młode zespoły w mieście, Springsteen został gitarzystą prowadzącym i wokalistą w zespole The Castiles. Nagrał z nimi pierwsze dwie piosenki w studiu nagraniowym w Brick Township. Od końca lat 60. występował z kolejnymi zespołami: Earth, Steel Mill (1969–1971, m.in. z Stevenem Van Zandtem), Dr. Zoom & the Sonic Boom (1971), Sundance Blues Band (1971) i The Bruce Springsteen Band (1971–1972), występując w Jersey Shore, Richmond, Nashville i w Kalifornii.
W 1972 zwrócił na niego uwagę łowca talentów wytwórni Columbia Records, John Hammond. W październiku 1972 Springsteen założył nowy zespół, z którym nagrał swój debiutancki album, Greetings from Asbury Park, N.J.. Zespół ostatecznie w 1974 przyjął nazwę E Street Band. W tym czasie Springsteen zyskał swój przydomek „The Boss”, wywodzący się od tego, że odbierał od organizatorów wynagrodzenie za koncerty i rozdawał kolegom z zespołu.
Mimo przychylnych głosów krytyków sukces komercyjny przyniósł dopiero trzeci album Born to Run, wydany w 1975. Album osiągnął 3. miejsce na liście Billboard 200, a muzyk pojawił się na okładkach „Newsweeka” i „Time”. Największy sukces i światową sławę Springsteenowi przyniósł album z 1984 Born in the U.S.A., który sprzedał się w 15 milionach egzemplarzy w USA, 30 milionach na całym świecie i stał się jednym z najlepiej sprzedających się albumów wszech czasów, a siedem singli trafiło do pierwszej dziesiątki listy Hot 100.

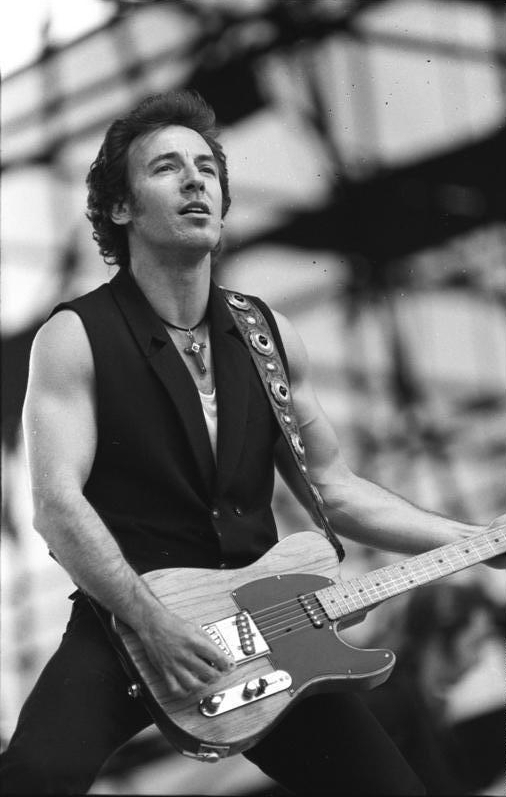
Bruce Springsteen w lipcu 1988

Bruce Springsteen na koncertach zazwyczaj występuje z własnym zespołem instrumentalnym The E Street Band, chociaż czasami, jak np. w albumie We Shall Overcome: The Seeger Sessions gra z innymi grupami. W 1979 Graham Parker nagrał ze Springsteenem piosenkę Endless Night na swój album Up The Escalator.
W 1985 wziął udział, razem z artystami Stanów Zjednoczonych, w nagraniu piosenki We Are the World skomponowanej przez Michaela Jacksona i Lionela Richiego, by zebrać fundusze na walkę z głodem w Etiopii, spowodowanym suszą w 1984/1985.
Za piosenkę „Streets of Philadelphia” (z filmu Filadelfia) otrzymał Oskara w 1994 i nagrodę Grammy w 1995.
Bruce Springsteen brał udział w wielu koncertach charytatywnych upamiętniających tragedię z 11 września 2001. Wiele jego utworów powstało bezpośrednio po zamachu terrorystycznym. Są to kompozycje: „Further On (Up The Road)”, „Into The Fire”, „Empty Sky”, „The Fuse” i „The Rising”. Jednak utwór "My City of Ruins" często błędnie kojarzony z Nowym Jorkiem po zamachach z 11 września 2001, powstał wcześniej, w 2000 r. i opowiada o podupadającym Asbury Park. Pierwszy raz Bruce zagrał go 17 grudnia 2000 r.  w Asbury Park Convention Hall podczas charytatywnego koncertu wspierającego rewitalizację Asbury Park.
W latach 1985–1989 był żonaty z aktorką Julianne Phillips. Od 1991 jego żoną jest wokalistka i autorka tekstów Patti Scialfa. Mają troje dzieci.

## Dyskografia

### Albumy studyjne
- Greetings from Asbury Park, N.J. (1973)
- The Wild, the Innocent & the E Street Shuffle (1973)
- Born to Run (1975)
- Darkness on the Edge of Town (1978)
- The River (1980)
- Nebraska (1982)
- Born in the U.S.A. (1984)
- Tunnel of Love (1987)
- Human Touch (1992)
- Lucky Town (1992)
- The Ghost of Tom Joad (1995)
- 18 Tracks (Highlights From Tracks) (1999)
- The Rising (2002)
- Devils & Dust (2005)
- Hammersmith Odeon, London ’75 (2006)
- We Shall Overcome: The Seeger Sessions (2006)
- Magic (2007)
- Working on a Dream (26 stycznia 2009)[15]
- The Promise (2010)
- Wrecking Ball (2012)
- High Hopes (2014)
- Western Stars (2019)
- Letter to you (2020)
- Only the Strong Survive (2022)[16]

### Albumy koncertowe
- Live 1975–1985 (1986)
- In Concert MTV Plugged (1993)
- Live in New York City (2001)
- Hammersmith Odeon, London ’75 (2006)
- Live in Dublin (2007)
- Springsteen on Broadway (2018)

### Kompilacje
- Greatest Hits (1995)
- Tracks (1998)
- 18 Tracks (Highlights From Tracks) (1999)
- The Essential Bruce Springsteen (2003)
- Greatest Hits (2009)
- Collection: 1973–2012

### EP-ki
- Chimes of Freedom (1988)